# Ernst Wechselberger
Ernst Wechselberger (Augsburgo, Baviera, Imperio alemán, 26 de enero de 1931-Lucerna, Cantón de Lucerna, Suiza, 18 de enero de 2013) fue un futbolista alemán que jugaba como delantero centro, el atacante amenazador de las ligas superiores Sur (1860 Múnich) y Oeste (Duisburger SpV) ganó el campeonato suizo de fútbol tres veces seguidas bajo la dirección del entrenador Albert Sing como atacante del Young Boys de Berna de 1958 a 1960 en la Nationalliga A. En 1958 fue el máximo goleador de Suiza.

## Trayectoria como jugador

### Alemania, hasta 1957
Wechselberger nació en Augsburgo y creció en Múnich. Su primer club juvenil fue SV 1880 Múnich, en 1947 a la edad de 16 años se trasladó al departamento juvenil del 1860 Múnich. El talento ofensivo de sus propias filas debutó el 10 de febrero de 1952 en un empate 1-1 en casa contra el VfR Mannheim en la Oberliga Süd. Formó el ala derecha de los anfitriones con Ludwig Zausinger, quien terminó 13º al final de la ronda. Cuando se suponía que el nuevo entrenador Fred Harthaus iniciaría el rejuvenecimiento atrasado en la siguiente ronda en 1952-53, la agitación planeada terminó en un desastre. Personalmente, le trajo a Wechselberger la corona de máximo goleador interno con 13 goles en 17 partidos ligueros, Kurt Mondschein siguió con nueve goles, pero los "Löwen" fueron relegados a la segunda liga sur como penúltimos al final de la ronda. Ahora se suponía que Max Schäfer volvería a ser entrenador, pero en 1953-54 solo le alcanzaba para el 4º puesto de la 2ª Liga Sur. Wechselberger había contribuido con nueve goles en 23 apariciones en la segunda división.
Después del ascenso perdido en 1954, se mudó con su compañero de club Hans Weskamp al recién ascendido Duisburger SpV en la Oberliga West, donde ahora dirigía su antiguo entrenador Fred Harthaus. En su primer año marcó doce goles esta temporada en 30 misiones, en la 1955-56 no le dieron permiso para mudarse a Suiza y luego no hizo más partidos para el club esa temporada. El entonces capitán de DSV Willi Koll:

El DSV tenía un patrón en ese momento y el club me preguntó una vez, porque yo era el capitán, si debían pagar el Wechselberger 5000 DM para que él pudiera quedarse. Dije que no podías hacer eso. No se podía pagar un DM 5000 y simplemente no dar nada al otro. También dije que necesitábamos a Wechselberger, que era nuestro delantero centro y muy bueno. Luego dije que si nadie se enteraba, tampoco hablaría de eso.

En la temporada siguiente, Wechselberger volvió a formar parte de la plantilla de Duisburger. En 28 misiones, marcó nueve goles y ganó el subcampeonato en la Oberliga West con el club, moviendo así a su club a la ronda final del campeonato de fútbol alemán de 1957. Allí, él y sus compañeros Willi Koll, Walter Münnix, Rolf Benning y Hans Lohmann ocuparon el segundo lugar del grupo invicto con 4-2 puntos detrás del Hamburgo y solo se perdieron la final contra el campeón del Oeste Borussia Dortmund por unos minutos que el FC Núremberg pudo lograr el empate en el último partido del grupo poco antes del final. En las tres finales contra HSV (1:1), 1. FC Saarbrücken (3:1) y FC Núremberg (2:2), Wechselberger anotó cuatro de los seis goles de Duisburger.
Wechselberger está en las ligas superiores de primera clase Sur y Oeste con un total de 77 partidos de liga y 34 goles. Además, hubo 23 apariciones con nueve goles en la segunda división sur en la temporada 1953-54.

### Berna y Lucerna, 1957 a 1970
Luego se despidió de Suiza. El entrenador Albert Sing llevó a Ernst Wechselberger al Young Boys de Berna, donde reemplazó a Kurt Linder como delantero y de 1958 a 1960 fue campeón de fútbol suizo tres veces seguidas con el club. En su primera ronda en Berna tuvo mucho éxito, ganó el campeonato con el YB en la Copa Suiza 1957-58 y fue máximo goleador en la Liga Nacional A. En su segunda vuelta con el club de Berna, 1958-59, marcó 21 goles en el campeonato y fue segundo en la lista de goleadores, empatado con Jacques Fatton. También estuvo con el YB en 1959 en las semifinales de la Copa de Europa contra el Stade Reims. El 20 de noviembre de 1957, marcó el primer gol del YB en la Copa de Europa en el partido en casa contra Vasas Budapest (1:1). Por razones políticas, a los campeones suizos no se les permitió jugar en su ciudad natal de Wankdorf, en la ciudad federal de Berna, por lo que el partido tuvo lugar en el estadio Charmilles de Ginebra. En Budapest el YB perdió el partido de vuelta por 1:2. Vasas solo falló en las semifinales con 0:4 y 2:0 contra el histórico Real Madrid, ganador de la serie. En la temporada 1958-59, los berneses se enfrentaron nuevamente contra un equipo húngaro, ahora contra el MTK Budapest. En Budapest, Wechselberger llevó al club a una ventaja de 1-0 en una victoria de visitante por 2-1. Tres semanas después, el club bernés dio un glorioso golpe de 4-1 en el estadio Wankdorf, en el que el alemán Wechselberger se impuso dos veces como goleador. En los cuartos de final, el Young Boys se enfrentó al campeón de la RDA Wismut Karl-Marx-Stadt, en 1959, el partido de ida y vuelta fueron empatados (2:2, 0:0) y el 1 de abril de 1959 tuvo lugar una eliminatoria en Ámsterdam. Eugen Meier y Wechselberger marcaron en la victoria por 2-1 y el YB estaba en las semifinales de la Copa de Europa. En el libro sobre la Copa de Europa, fue señalado lo siguiente sobre el juego:"El paseo en húsar de los Young Boys infectó a toda Suiza en la primavera de 1959 con una fiebre futbolística sin precedentes. Los espectadores de todas partes del país hicieron una peregrinación al estadio Wankdorf. Finalmente, se contaron 60.000 espectadores cuando el árbitro Lucien van Nuffel inició la semifinal contra el Stade Reims, un récord histórico para el venerable templo del fútbol. Los berneses negriamarillos no pudieron contra los de Reims, no, provocaron una acertada mezcla de espíritu de lucha, unidad, dureza y elegancia. El liderazgo del club de Berna tardó un cuarto de hora en llegar y el delantero Meier logró vencer al portero contrario. Con suerte, una falta sobre Wechselberger que estaba libre frente al arco quedó impune, los invitados sobrevivieron la primera hora sin mayores daños. En la alineación de ataque con Allemann, Meier, Wechselberger, Rey y Flückiger, el YB ganó el juego 1-0. El partido de vuelta que tuvo lugar cuatro semanas después en el Prinzenpark, los negriamarillos tuvieron que reemplazar a dos de los mejores jugadores por lesión, Niklaus Zahnd y Marcel Flückiger perdiendo 3-0".
El exjugador de Múnich completó el último partido de la Copa de Europa el 27 de noviembre de 1960 en el partido de vuelta contra el campeón alemán Hamburgo. Ante 38 000 espectadores, el club bernés desafió al equipo de Uwe Seeler, Klaus Stürmer y Gert Dörfel con un empate 3:3. Wechselberger volvió a estar del lado de Meier, Allemann, Schneiter y Bigler.
Para el club, "Wächseler", su apodo, como se le llamaba, anotó más de 100 goles competitivos.

En aquel entonces en Berna, bajo la dirección de Albert Sing, teníamos un excelente equipo juntos. Cuando no anoté, estaban Willy Schneider, Geni Meier, Toni Allemann y otros. Muchos de nosotros estábamos en la parte superior de la lista de goleadores en ese entonces.

Para los Young Boys anotó 113 veces en 157 juegos en la Nationalliga A desde 1957 hasta 1964. Entre ellos se encontraba el hat trick más rápido en la historia de la primera división suiza, al menos después de 1960:en la victoria por 3-1 sobre Lausana Sports el 28 de agosto de 1960, anotó en los minutos 49, 50 y 52.
Con el FC Lucerna de 1964 a 1970 marcó otros 29 goles como jugador-entrenador en 104 partidos en la máxima categoría, además de 15 goles en sus 37 partidos con el FC Lucerna en la Nationalliga B. Aunque descendió a la Nationalliga B en 1966, inmediatamente llevó al Lucerna a la primera categoría como campeón de segunda división en 1967. Al final de su carrera logró el 14° lugar en la lista de goleadores de todos los tiempos de la Nationalliga A con sus 142 goles y hasta el día de hoy, el modista entrenado (sastre) y luego comerciante textil (vendedor de ropa) es el goleador extranjero más exitoso en la primera división de Suiza hasta la fecha.
Heinz Schneiter, un excompañero de Wechselberger en Young Boys, quedó profundamente afectado por la muerte de Ernst Wechselberger en 2013: "Ernst era un gran deportista y un camarada extraordinariamente bueno. Aunque fue uno de los mejores de nuestro equipo, siempre fue humilde. YB le debe mucho a Ernst Wechselberger".

## Palmarés

### Campeonatos nacionales
| Título                     | Club                | País  | Año     |
| -------------------------- | ------------------- | ----- | ------- |
| Campeonato Suizo de Fútbol | B. S. C. Young Boys | Suiza | 1958-59 |
| Campeonato Suizo de Fútbol | B. S. C. Young Boys | Suiza | 1959-60 |